# Saint-Romain-en-Gier
Saint-Romain-en-Gier es una comuna francesa situada en el departamento de Ródano, de la región de Auvernia-Ródano-Alpes.

## Demografía
| 343 | 465 | 408 | 477 | 511 | 512 | 491 | 573 |
| Para los censos de 1962 a 1999 la población legal corresponde a la población sin duplicidades (Fuente: INSEE [Consultar]) |     |     |     |     |     |     |     |